# Барон, Михаил Давидович
Михаи́л Дави́дович Ба́рон (1894, Ходорков, Киевская губерния — ?) — анархист, позже социалист-революционер и большевик, командир украинских повстанческих формирований, один из основателей украинского Червонного казачества.
Брат видного анархиста Арона Барона.

## Гражданская война
С 27 декабря 1917 Барон М. Д., совместно с Примаковым и другими украинскими большевиками, принимает участие в формировании из солдат разоружённого 2-го Украинского полка УНР и добровольцев 1-й полк Червонного казачества. Через неделю полк по приказу Муравьёва отправляется на Полтаву.
В марте 1918 г. Барон М. Д. — комендант Полтавы. Именно в это время, согласно «Политическому словарю», вмешательство Барона помогло прекратить вооруженный конфликт между Екатеринославской Федерацией Анархистов и советской властью.
Осенью 1918 года Барон М. Д. — командир 2-го повстанческого Таращанского полка 1-й Украинской повстанческой (затем советской) дивизии, однако после раздоров среди советских руководителей, уходит с этой должности. С декабря 1918 он атаман 2-го куреня Червонноказачьего полка в составе 2-й Украинской советской дивизии и помощник командира полка Виталия Примакова.
В мае 1919-го откомандирован для учёбы в академию генштаба. Участвовал в борьбе с контрреволюцией в Ярославском округе. В 1920 получил распоряжение возвратится в свою часть. Исполнял обязанности начальника штаба 8-й кавалерийской дивизии Червонного казачества. Во время похода против Махно ранен. Демобилизован. Работал начальником отдела Укрзаготскота г. Киев.
В 1939 году арестован по делу Всеукраинского военно-повстанческого штаба (Багинский, Крапивянский и др). Дела в отношении обвиняемых были направлены Военному прокурору КОВО на доследование и в 1940-м рассмотрены Особым совещанием НКВД СССР.